# Silent conversations
Silent conversations is het zevende studioalbum van Paul Ellis. Bij het vorige album werkte Ellis samen met Craig Padilla. Dit album kwam tot stand door op enkele tracks samen te werken met Steve Roach, een van de productiefste musici op het gebied van ambient en new age. De muziek heeft voorts een ander karakter gekregen doordat ook andere musici en muziekinstrumenten werden ingeschakeld. Paul Ellis schreef over dit album, dat hij zich steeds verder verdiepte en aangetrokken voelde tot minimal music en dan met name E2-E4 van Manuel Göttsching en Music for 18 musicians van Steve Reich. Sommige tracks zijn ontstaan uit improvisaties in de geluidsstudio. 

## Musici
- Paul Ellis – synthesizers, gitaar, basgitaar
- Steve Roach – synthesizers (1, 3, 7, 9)
- Jeffrey Koepper - programeerwerk (1)
- Will Merkle – basgitaar (3), ritmische ondersteuning (7)
- Otso Pakarinen – synthesizers (4)
- Laurie Guild - dwarsfluit (5)
- Brenda Erikson – cello (8)
- Alison O’Connor – zang (8)

## Muziek
Alle van Ellis, behalve waar aangegeven

| Nr. | Titel                                              | Duur  |
| --- | -------------------------------------------------- | ----- |
| 1.  | The unknown photograph of God                      | 7:16  |
| 2.  | Trillium                                           | 9:42  |
| 3.  | Peripheral vision                                  | 5:22  |
| 4.  | The wind-up synthesizers of Glass Reich            | 7:01  |
| 5.  | Trance figure                                      | 8:58  |
| 6.  | Continental drift                                  | 10:51 |
| 7.  | The dumb angel’s periscope                         | 6:45  |
| 8.  | Silent conversations                               | 11:32 |
| 9.  | Dialing in the sun (bewerking van Roach’s Sundial) | 9:00  |